# Counts per second
Counts per second (dt. Zählschritte oder Zählimpulse pro Sekunde), kurz cps,  ist eine Maßeinheit für die Zählrate (die Anzahl von zeitlich getrennten einzelnen Ereignissen pro Zeitspanne, in der sie gezählt werden).
Analog zur Einheit Counts per second ist die Einheit Counts per minute (cpm) definiert.

## Verwendung
Ein Ereignis in diesem Sinn ist meist die Registrierung eines Photons, Elektrons oder anderen Teilchens durch einen Teilchendetektor.
Die Einheit wird allgemein in der Atom- und Kernphysik und in vielen Anwendungen, z. B. Röntgeninduzierte Photoelektronenspektroskopie (XPS) und Auger-Elektronen-Spektroskopie (AES) sowie in der Nuklearmedizin verwendet.

## Abgrenzung
Die Einheit cps ist im Prinzip äquivalent der Einheit Hertz (Hz). Anstelle der Einheit „pro Sekunde“ ist aber der besondere Name „Hertz“  ausschließlich für periodische Vorgänge vorgesehen, der für zeitlich zufällig verteilte Zählereignisse verwendete Name „Counts per second“ ist durch die grundlegende Normung gar nicht abgedeckt.